# Chernokrilus misnomus
Chernokrilus misnomus är en bäcksländeart som först beskrevs av Peter Walter Claassen 1936.  Chernokrilus misnomus ingår i släktet Chernokrilus och familjen rovbäcksländor. Inga underarter finns listade i Catalogue of Life.